# 羅摩橋
羅摩橋（Rama's Bridge），西方稱作亞當橋（Adam's Bridge），是位于接近斯里蘭卡西北的曼納島以及印度東南海岸的羅美斯瓦倫島之間一連串的石灰岩沙洲。這座天然橋共綿延48公里（30英里）長，並將其以北的保克海峽及其以南的曼納灣區分隔開。部份沙丘是乾的，且這個區域的海水非常淺，衹有1至10公尺（3至30呎）深，因而嚴重妨礙到航海。據說在15世紀暴風不斷加深了水道之前，行人甚至可以步行其上。寺院紀錄顯示羅摩橋原本完全在海平面以上，直到西元1480年遭到氣旋破壞。
平行羅摩橋的渡輪運輸連接印度的羅美斯瓦倫港與斯里蘭卡的塔萊曼納（Talaimannar），但服務因斯里蘭卡政府軍與分裂組織泰米爾之虎之間的內戰已中斷多時。
班本島（最大鎮拉梅斯沃勒姆）與印度大陸以班本橋連接。

## 歷史
羅摩橋名稱源自於印度信仰。根據印度史詩羅摩耶那（第66章，《卓越提道》（The Great Causeway） （页面存档备份，存于）），羅摩王子為救被蘭卡魔王（Asura）拉伐（Ravana）擄走的愛妻媳妲（Sita），得到神猴哈紐曼幫助，由猴軍花了5天築出羅摩橋，終得深入斯里蘭卡與魔王拉伐大戰救回愛妻。這座橋建在浮動的沙石上，但神說之後要將石頭定錨在海床，因此形成今日一連串的岩石沙洲。
印度快報、印度時報、邁須那瓦新聞網（Vaishnava News Network）及印連新聞（Indolink）等新聞業者宣稱羅摩橋是羅摩耶那史詩述敍事件的真實證據並援引美國航太總署的衛星照片證明。關心這座天然橋年紀的考古學家與遙測中心（CRS；Center for Remote Sensing）派出的小組測量的結果如下：
根據巴拉蒂達桑大學（Bharathidasan University）遙測中心表示：「羅摩橋僅有3,500年歲月」。
然而，美國航太總署不願與羅摩耶那史詩相關的聲稱有所關聯：
「影像……可能是我們的，但他們的詮釋確定不是我們的。……從人造衛星獲得的遙測影像或照片不能提供有關島鏈起源或年紀的直接資訊，當然亦不能決定人類是否與任何所見的圖樣有關」。
印度報（The Hindu）也出版了一份報告表示羅摩橋是自然地形而不是人造建物。
西元2007年3月，印度科學家表示羅摩橋是「在1,700萬年前形成的天然景像」。

## 基礎建設進展
西元2005年7月，印度政府展開一项造價2億8千萬英鎊的塞述沙姆德倫運河工程計畫（Sethusamudram Shipping Canal Project）以建立一條長達167公里的運輸航道貫穿保克海峽。計劃在接近羅摩橋西端的達努什科迪（Dhanushkodi）疏浚淺海床12公尺以建立充裕的航道空間允許船舶直接通過而不必繞經斯里蘭卡一圈。預期可以減少超過400公里的航程以節省將近30小時的航運時間，工程預計在2008年完工。
然而，在計劃之初倫卡摩布米運動（Ram Karmabhoomi movement）開啟了羅摩橋天然遺跡保護行動；此外，大規模的疏浚預計將開挖4,800萬立方公尺的沈積土亦會損壞當地的珊瑚礁，引發不斷的爭議。西元2007年3月27日，印度教團體為此發起全球請命行動，提出該橋為宗教神聖地標及在西元2004年南亞海嘯浩劫中保護了印度免受重創的論點，希望阻止這個工程進行。

## 外部連結
- 倫卡摩布米運動（Ram Karmabhoomi）部落格 （页面存档备份，存于） - 塞述沙姆德倫（Sethusamudram）運河與印斯橋（Indo Sri Lanka Bridge）之論
- 塞述沙姆德倫（Sethusamudram）運河計畫
- Google Maps的羅摩橋

9°05′38″N 79°32′48″E / 9.09389°N 79.54667°E